# Golden State
Golden State (deutsch Goldener Staat) ist der offizielle Beiname des US-Bundesstaates Kalifornien.
Kalifornien besitzt diesen Beinamen offiziell seit dem Jahr 1968, allerdings ist der Begriff seit dem 19. Jahrhundert im Bezug auf den Bundesstaat der amerikanischen Westküste in Verwendung. Der Name leitet sich ursprünglich vom kalifornischen Goldrausch zwischen 1848 und 1854 ab, als der 1850 formal gegründete Staat Kalifornien aufgrund seiner reichen Goldvorkommen Ziel zahlreicher Zuwanderer war. Durch den Goldrausch wurde daher bereits früh der Begriff „Golden State“ geprägt, der heute weltweit hohe Bekanntheit erlangt hat.
Auch die um die Stadt San Francisco befindliche Gegend Golden Gate sowie der Name Golden State Warriors für eine dortselbst beheimatete Profi-Basketballmannschaft sind Anlehnungen an den Spitznamen Kaliforniens Golden State. Der benachbarte Bundesstaat Nevada hat in Anlehnung an dortige Silbervorkommen den Beinamen Silver State.